# Kimon (Toreut)
Kimon (griechisch Κίμων Kímōn) war ein antiker griechischer Toreut (Metallarbeiter) unbekannter, wahrscheinlich hellenistischer Zeit.
Kimon ist einzig von einer Erwähnung bei Athenaios bekannt. Laut Athenaios schuf er gemeinsam mit Athenokles kunstfertige Trinkgefäße mit figürlichen Darstellungen, Motiven aus der Griechischen Mythologie.

## Einzelbelege
1. ↑  Deipnosophistai (Gastmahl der Gelehrten) 11,781e

| Personendaten    | Personendaten                                      |
| ---------------- | -------------------------------------------------- |
| NAME             | Kimon                                              |
| ALTERNATIVNAMEN  | Κίμων (altgriechisch)                              |
| KURZBESCHREIBUNG | antiker griechischer Toreut                        |
| GEBURTSDATUM     | zwischen 4. Jahrhundert v. Chr. und 2. Jahrhundert |
| STERBEDATUM      | zwischen 3. Jahrhundert v. Chr. und 3. Jahrhundert |